# Milan Páleník
Milan Páleník (* 18. května 1977) je bývalý český fotbalista, obránce a záložník.

## Fotbalová kariéra
V české lize hrál za FC Baník Ostrava. Nastoupil ve 27 ligových utkáních a dal 2 ligové góly. Dále hrál i za FK Mladá Boleslav, FC Dukla Hranice, FC MUS Most, na Slovensku za FK Dukla Banská Bystrica, ve Skotsku za Dundee FC, na Kypru za ASIL Lisy FC a na Slovensku za FC DAC 1904 Dunajská Streda.

## Ligová bilance
| Ročník                          | Zápasy | Góly | Klub              |
| ------------------------------- | ------ | ---- | ----------------- |
| Gambrinus liga 1998/99          | 2      | 0    | FC Baník Ostrava  |
| Gambrinus liga 1999/00          | 5      | 0    | FC Baník Ostrava  |
| Gambrinus liga 2000/01          | 20     | 2    | FC Baník Ostrava  |
| 2. česká fotbalová liga 2001/02 | 14     | 0    | FK Mladá Boleslav |
| 2. česká fotbalová liga 2003/04 | 10     | 0    | FC MUS Most       |
| 2. česká fotbalová liga 2004/05 | 1      | 0    | FC MUS Most       |
| CELKEM 1. liga                  | 27     | 2    |                   |